# Еллістон (Ньюфаундленд і Лабрадор)
Еллістон (англ. Elliston) — містечко в Канаді, у провінції Ньюфаундленд і Лабрадор.

## Населення
За даними перепису 2016 року, містечко нараховувало 308 осіб, показавши скорочення на 8,6%, порівняно з 2011-м роком. Середня густина населення становила 30,7 осіб/км².
З офіційних мов обидвома одночасно володіли 5 жителів, тільки англійською — 305.
Працездатне населення становило 40% усього населення, рівень безробіття — 31,8% (36,4% серед чоловіків та 40% серед жінок). 95,5% осіб були найманими працівниками.

## Клімат
Середня річна температура становить 4,5°C, середня максимальна – 19,2°C, а середня мінімальна – -11,5°C. Середня річна кількість опадів – 1 173 мм.
| Клімат поселення                              | Клімат поселення | Клімат поселення | Клімат поселення | Клімат поселення | Клімат поселення | Клімат поселення | Клімат поселення | Клімат поселення | Клімат поселення | Клімат поселення | Клімат поселення | Клімат поселення | Клімат поселення |
| Показник                                      | Січ.             | Лют.             | Бер.             | Квіт.            | Трав.            | Черв.            | Лип.             | Серп.            | Вер.             | Жовт.            | Лист.            | Груд.            |                  |
| Середній максимум, °C                         | −0,4             | −0,93            | 2,58             | 7,25             | 11,78            | 16,35            | 18,93            | 19,15            | 15,45            | 10,55            | 5,80             | 0,53             |                  |
| Середня температура, °C                       | −5,7             | −6,23            | −2,7             | 1,95             | 6,45             | 11,05            | 15,40            | 15,65            | 11,93            | 7,05             | 2,28             | −3               |                  |
| Середній мінімум, °C                          | −11              | −11,5            | −8               | −3,35            | 1,18             | 5,75             | 11,88            | 12,10            | 8,38             | 3,53             | −1,28            | −6,53            |                  |
| Норма опадів, мм                              | 104              | 105              | 96               | 88               | 79               | 85               | 76               | 82               | 108              | 121              | 115              | 114              |                  |
| Середньомісячна швидкість вітру, м/с          | 7.03             | 6.80             | 6.50             | 6.10             | 5.50             | 5.20             | 5.00             | 5.03             | 5.60             | 6.25             | 6.60             | 7.13             |                  |
| Середньомісячна сонячна радіація, кДж/м²·день | 3758             | 6678             | 10577            | 14080            | 17134            | 18958            | 19010            | 15926            | 11802            | 6911             | 3946             | 2883             |                  |
| --------------------------------------------- | ---------------- | ---------------- | ---------------- | ---------------- | ---------------- | ---------------- | ---------------- | ---------------- | ---------------- | ---------------- | ---------------- | ---------------- | ---------------- |
| Джерело:                                      |                  |                  |                  |                  |                  |                  |                  |                  |                  |                  |                  |                  |                  |